# Ameer Webb
Ameer Kenneth Webb (ur. 19 marca 1991) – amerykański lekkoatleta specjalizujący się w biegach sprinterskich.
Uczestnik mistrzostw NACAC (2015). Rok później zadebiutował na igrzyskach olimpijkich w Rio de Janeiro, na których odpadł w półfinale.
Reprezentant kraju w IAAF World Relays.
Medalista mistrzostw Stanów Zjednoczonych. Stawał na najwyższym stopniu podium czempionatu NCAA.

## Osiągnięcia
| Rok  | Impreza              | Miejsce        | Konkurencja             | Lokata     | Wynik   |
| ---- | -------------------- | -------------- | ----------------------- | ---------- | ------- |
| 2014 | IAAF World Relays    | Nassau         | sztafeta 4 × 200 metrów | –          | DQ      |
| 2015 | Mistrzostwa NACAC    | San José       | bieg na 200 metrów      | półfinał   | 20,91   |
| 2016 | Igrzyska olimpijskie | Rio de Janeiro | bieg na 200 metrów      | półfinał   | 20,43   |
| 2017 | IAAF World Relays    | Nassau         | sztafeta 4 × 200 metrów | 2. miejsce | 1:19,88 |

## Rekordy życiowe
- bieg na 60 metrów (hala) – 6,58 (2017)
- bieg na 100 metrów – 9,94 (2016) / 9,90w (2016)
- bieg na 200 metrów (stadion) – 19,85 (2016)
- bieg na 200 metrów (hala) – 20,37 (2013)